# Teenage Head (album)
Pour les articles homonymes, voir Teenage Head.
Albums de The Flamin' Groovies
Flamingo
(1970) Shake Some Action
(1976)
Teenage Head est le quatrième album studio du groupe américain de rock The Flamin' Groovies, sorti en 1971.

## Liste des titres
1. High Flyin' Baby (Roy Loney, Cyril Jordan) - 3:32
2. City Lights (Roy Loney, Cyril Jordan) - 4:28
3. Have You Seen My Baby? (Randy Newman) - 2:54
4. Yesterday's Numbers (Roy Loney, Cyril Jordan) - 4:00
5. Teenage Head (Roy Loney, Cyril Jordan) - 2:52
6. 32-20 (Roy Loney) - 2:05
7. Evil Hearted Ada (Roy Loney) - 3:21
8. Doctor Boogie (Roy Loney, Cyril Jordan) - 2:32
9. Whisky Woman (Roy Loney, Cyril Jordan) - 4:47

La réédition en CD est agrémentée de 5 titres bonus :
1. Rumble (Grant, Wray Sr) - 3:12
2. Shakin' All Over (Fred Heath) - 6:06
3. That'll Be the Day (Jerry Allison, Buddy Holly, Norman Petty) - 2:40
4. Around and Around (Chuck Berry) - 3:01
5. Going Out Theme - 3:07